# 韦姓
韦姓在百家姓裡排名第五十位。韋姓是當今中國姓氏排行第一百二十二位的姓氏，坊間多誤讀作「偉」非陽平的「圍」。部分港澳的洋人或混血兒或會在其漢名以「韋」為姓，如韋奇立、韋綺姍。

## 起源
- 出自彭姓，颛顼的后代陆终生有六子，第三子彭祖为彭姓，其后代在夏朝少康之时被封于豕韦，其子孙于商朝失国，以国为氏，遂为韦姓。
- 出自韩姓：相传西汉初年韩信被吕后所杀，萧何暗中派人将韩信的儿子送往南粤躲避，韩信的儿子为了避仇，以“韩”字的半边“韦”作为姓氏世代相传下来[1][页码请求]。
- 出自壮族，壮族語称水牛为“Vaiz”，部分壮族有养牛的职业，遂自命其姓为韦[2]。
- 出自賜姓而來。據《唐書·桓彥范傳》所載，桓彦范因功受賜韋姓，其後人以韋姓自居。
- 出自其它源流有韋氏。清朝時廣西慶遠府、貴州貴陽府定番州、湖廣施南古巴地和海南東方市及 壮、仫佬、苗、瑤、水等許多少數民族均有韋姓。

## 遷徙分佈
韋姓的發源地當是今河南境內。依資料記載，其早期的播遷始於漢朝：漢楚王太傅韋孟徙居魯國鄒縣（今屬山東省）；韋孟四世孫韋賢被封為扶陽節侯，又徙京兆杜陵，這樣一來，漢代韋姓已是分佈於河南、山東、陝西、山西、河北等地。魏晉南北朝時，韋姓人除避戰亂者有南遷情況外，大部於原籍繁衍生息，「京兆郡」即在此時產生了，成為以後韋姓分支的主要源頭。
隋唐時期，韋姓的繁衍仍以「京兆郡」（即陝西一帶）為盛。唐時韋姓名人如韋應物、韋莊皆出於「京兆」，另外，因韋姓顯赫之家多居於陝西長安縣，而設韋曲鎮，可見唐朝韋姓的主要居住地為陝西。而同時江蘇、四川、安徽等地也有韋姓南遷於此。此後由五代十國開始，韋姓人不斷有南遷者，但數量較之留居北方者，仍為少數，基本上是一個典型的北方姓氏。
今日韋姓以廣西、河南等省區居者最多，約佔全國漢族韋姓人口的67%。韋姓是當今中國姓氏排行第一百二十二位的姓氏，人口較多，約佔全國漢族人口的0.11%。

## 郡望
- 京兆郡，三國魏時改稱京兆郡，在今陝西省西安市。

## 堂號
- 扶陽堂
- 京兆堂

## 外部連結
[在维基数据编辑]
 《百家姓》
 《欽定古今圖書集成·明倫彙編·氏族典·韋姓部》，出自陈梦雷《古今圖書集成》
- 中華韋氏論壇 （页面存档备份，存于）